# Acartiella sinensis
Acartiella sinensis är en kräftdjursart som beskrevs av Shen och Lee 1963. Acartiella sinensis ingår i släktet Acartiella och familjen Acartiidae. Inga underarter finns listade i Catalogue of Life.